# Восточный (угольный разрез)
У́гольный разре́з «Восточный» — угледобывающее предприятие, расположенное в городе Экибастузе, Казахстан. Входит в состав АО «Евроазиатская энергетическая корпорация» — дочернего предприятия Евразийской Группы (ERG).

## История
Разрез «Восточный» был сдан в эксплуатацию 31 декабря 1985 года, за время его эксплуатации добыто более 500 млн тонн угля. Проектная мощность разреза, определённая институтом «Карагандагипрошахт», составляет 30 млн тонн угля в год.
С 1 октября 1996 года разрез «Восточный» вошёл в состав АО «Евроазиатская энергетическая корпорация» (ЕЭК).
В 2008 году на разрезе было добыто 19,8 млн тонн угля.
В 2018 году на разрезе было добыто около 17 млн тонн угля.
10 июня 2020 года на разрезе была добыта 600-миллионная тонна угля с начала эксплуатации.
На разрезе при наклонном залегании угольных пластов с ограниченной горизонтальной мощностью внедрена поточная технология добычи угля с выдачей на поверхность конвейерным транспортом. Перед отправкой потребителям производится усреднение по качеству, позволяющее отгружать стабильную по качеству продукцию.